# أسفل حدق

تعديل مصدري - تعديل

اسفل حدق هي إحدى قرى عزلة سباح بمديرية سباح التابعة لمحافظة أبين، بلغ تعداد سكانها 160 نسمة حسب تعداد اليمن لعام 2004.